# Schweiz 4
Schweiz 4 (Suisse 4, Svizzera 4, Svizra 4) war der Name eines Fernsehprogramms der SRG SSR. Es startete 1993 unter dem Namen S Plus und wurde in der gesamten Schweiz gleichzeitig in Deutsch, Französisch und Italienisch ausgestrahlt. Zum 1. März 1995 wurde das Programm in Schweiz 4 umbenannt. Es sollte die sprachregionalen Programme ergänzen und vor allem von Sportübertragungen entlasten. Dementsprechend kamen die Inhalte vorwiegend aus dem Sportbereich, später wurde häufig Euronews übernommen. Dazu kamen Sendungen aus Kooperationen mit Verlagshäusern.
Schweiz 4 hatte fast durchweg schlechte Zuschauerzahlen, sodass die SRG das Programm im Sommer 1997 einstellte. Stattdessen wurde für jede Sprachregion ein zweites Fernsehprogramm – SF 2 (heute SRF zwei), TSR 2 (heute RTS 2) und TSI 2 (heute RSI LA 2) – eingerichtet, das überwiegend auf der Senderkette von Schweiz 4 ausgestrahlt wurde.
Organisatorisch war Schweiz 4 eine eigene Einheit innerhalb der SRG SSR und direkt dem SRG-Generaldirektor unterstellt.
Die Kennung von Schweiz 4 waren von einem Hubschrauber aus aufgenommene Luftaufnahmen eines über der Schweizer Landschaft fahrenden speziellen Heissluftballons. Der 50 Meter hohe Special-Shape-Ballon hatte die Form einer Vier. Bei diesen Luftaufnahmen hatte Marco Fumasoli die Idee, die Schweiz im Tiefflug zu porträtieren; daraus entstand die Sendung Swissview.